# Фара Витовта
Костёл Пресвятой Девы Марии в Гродно (бел. Касцёл Найсвяцейшай Дзевы Марыі) — несохранившийся готический костёл в Гродно, построенный во второй половине XIV века. Так как основателем костёла был князь Витовт, его также называют Фара Витовта. В 1961 году по распоряжению местных властей костёл был взорван как здание, находящееся в аварийном состоянии.

## Строительство и дальнейшая судьба костёла
В 1389 году по распоряжению великого князя Литовского Витовта в центре города, на главной его площади был построен деревянный костёл. Храм, за которым на долгие годы прочно закрепилось имя — Фара Витовта (от немецкого слова Pfarre — приход), стал первым католическим костёлом на здешних землях и главным приходским в городе. Храм представлял собой деревянное прямоугольное здание с двухскатной крышей и высокой колокольней. В 1403 году он был освящён в честь Успения Матери Божьей.
В 1494 году король польский и великий князь литовский Александр несколько обновлял костёл, а в 1551 году по распоряжению королевы Боны храм был отремонтирован. Важную роль в судьбе костёла сыграл король Стефан Баторий, сделавший Гродно своей постоянной резиденцией. Фару Витовта он называл самым прекрасным костёлом на землях ВКЛ, отмечая при этом, что костёл деревянный. По его распоряжению мастером Антонием де Гротта (Дигрепом) по проекту архитектора-иезуита Джованни Мария Бернардони и придворного архитектора короля Стефана Батория Йозефа Ройтена началось возведение каменного костёла в маньеристическом стиле.
Он представлял собой трёхнефный храм, фасад которого формировала четырёхъярусная прямоугольная в плане башня-колокольня, завершавшаяся фигурным куполом. Боковые стены были укреплены контрфорсами, объединявшимися в верхней части аркатурой. Характерной особенностью фасадов костёла было сочетание кирпичной кладки и оштукатуренных ниш и порталов. В 1587 году строительство храма было завершено. По своим размерам он стал самым большим храмом на белорусско-литвинских землях.

## Пожар
9 мая 1892 года Фара Витовта горела. Причина возгорания до сих пор не выяснена. Очаг пожара находился вверху колокольни, во время него храм значительно пострадал. Сгорела вся верхняя часть храма и крыша. Упавшая крыша оставила в потолке дыру диаметром пять саженей. Сгорела деревянная основа у четырёх колоколов, и они рухнули вниз. Был повреждён иконостас. В 1920 году произошёл ещё один пожар.
После пожара 1892 г. собор Святой Софии был капитально перестроен и в 1898-1923 гг. имел характерный для православных храмов облик с высокой колокольней и несколькими куполами. В 1923 и 1934 гг. собор еще дважды перестраивался, после чего обрел тот облик, который сохранял до 1961 г. и который наиболее запомнился горожанам.

## Подрыв
8 марта 1961 года было принято решение о подрыве костёла.
Рассмотрев предложение по сносу аварийного здания бывшего военного костела на Советской площади и признав целесообразность сноса указанного здания по генеральной застройке города, Исполком Гродненского городского Совета депутатов трудящихся Р Е Ш А Е Т:
1. Снести аварийное здание бывшего военного костела на Советской площади и просить Исполком Гродненского Областного Совета депутатов трудящихся утвердить настоящее решение.
2. Согласиться с предложением по методу сноса, путём применения взрывчатых веществ.
3. Для рассмотрения и утверждения в рабочем порядке технических вопросов проведения взрывных работ, наблюдения за обеспечением техники безопасности производства взрывных работ, проведения обследования подвальных помещений и скрытых казематов, с целью выявления документов периода времени гитлеровской оккупации, могущие представлять государственную ценность, образовать государственную комиссию в составе:
Заместителя Председателя Горисполкома т. Туповского В. И. – председатель комиссии
Начальника Горотдела милиции т. Назаркина П. Г. – член комиссии
Зав. промышленно-транспортным отделом
Горкома КПБ т. Пясецкого В. И. – член комиссии
Зав. Облотделом по делам строительства и архитектуры т. Макарова М. Ф. – член комиссии
Начальника отдела капитального строительства Горисполкома т. Ледуховского В. А. – член комиссии
Директора областного музея т. Соболь – член комиссии.
4. Зав. городским отделом коммунального хозяйства тов. Носкову В.Я. и главному архитектору тов. Маркарьяну Л. Б. в рабочем порядке внести предложение о переселении из здания костела склада тонкосуконного комбината и ДОСААФ и отводу для этих организаций участков и помещений.
5. Признать целесообразным использовать завал, образовавшийся после подрыва каменного корпуса здания, для производства дорожных строительных работ (временное покрытие проезжей части улиц, второй категории тротуаров, дорожек).

6. Облпроекту (т. Малиновский М. Н.) составить проект организации работ и сметно-финансовый расчет на снос и разборку завала за счет плана проектирования объектов ОКСа Горисполкома».Исполком Гродненского городского Совета депутатов трудящихся
11 октября того же года на заседании горисполкома принимается постановление «О мероприятиях по обрушению здания бывшего военного костёла на Советской площади»
Рассмотрев предоставленную техническую документацию на производство работ по обрушению здания бывшего военного костела на Советской площади города Гродно, Исполком Гродненского городского Совета депутатов трудящихся Р Е Ш А Е Т:
1. Утвердить снос здания бывшего костела, путём проведения взрывных работ.
2. Выполнение всех подготовительных работ по бурению, ограждению самого объекта и прилегающих зданий, снятие деревянной подстройки над башней и натяжка предохранительного троса, согласно разрешения инстанций, возложить на в/ч 51171.
3. На производство взрывных работ ОКСу – заключить договор с Ленвзрывпромом.
4. Обязать Гродненский тонкосуконный комбинат и ДОСААФ освободить помещение костела и сдать ОКСу Горисполкома 21 октября 1961 г.
5. Неманскому участку Речфлота выделить во временное пользование ОКСу Горисполкома 250 метров троса диаметром 22—25 мм.
6. Обязать Горпищеторг (тов. Зельцбург):
а) Отпустить ремстройтресту аварийный запас стекла в количестве 500 квадратных метров
б) Ларьки, расположенные в радиусе 40 метров от обрушаемого объекта, снести к 27 октября 1961 г.
7. Обязать Гродненское городское отделение милиции обеспечить живым оцеплением опасную зону взрывных работ и вывод на время взрыва людей из квартир по согласованному списку.
7. Проведение организационных мероприятий по подготовке и проведению взрыва возложить на ОКС Горисполкома.
8. Прорабу «Ленвзрывпрома» тов. Пину и главному инженеру ОКСа – тов. Данилевичу разработать мероприятия по производству взрыва и представить на утверждение Горисполкома к 25 октября 1961 г.
9. Просить Исполком Областного Совета депутатов трудящихся:
а) выделить для работ, связанных со взрывом костела, 500 кубометров лесоматериала;
б) обязать облфо обеспечить финансирование работ по обрушению и разборке здания, согласно сметы облпроекта;

в) обязать автотрест (тов. Порываева) предоставить 2 оборудованные автомашины для перевозки взрывматериалов из Ленинграда.Исполком Гродненского городского Совета депутатов трудящихся
22 ноября 1961 года было принято решение о финансировании работ
«Исполком Гродненского городского Совета депутатов трудящихся Р Е Ш А Е Т:
1. Утвердить смету на разрушение бывшего военного костела в сумме 19,5 тыс. рублей, в том числе: возврат материалов – 11,93 тыс. рублей.

2. Финансирование работ, подлежащих выполнению в 1961 г., произвести за счет внелимитных капиталовложений в объеме – 8 тыс. рублей.Исполком Гродненского городского Совета депутатов трудящихся
За три дня до взрыва — 25 ноября 1961 г. председатель горисполкома Н. Воронов издаёт распоряжение "О мерах по обрушению здания бывшего военного костела:
1. Для организации и проведения работ по обрушению костела организовать штаб в составе:
— заместителя председателя исполкома Горсовета
— помощника начальника штаба начальника ОКСа
— коменданта взрыва заместителя начальника горотдела милиции
— начальника взрыва прораба Ленвзрывпрома
2. Место работы штаба определяется в кабинете заместителя председателя исполкома горсовета.
3. Время взрыва назначается к 2:00 29 ноября сего года.
4. Сигнал взрыва устанавливается – красная ракета, а предупредительный сигнал – зеленая ракета. Время подачи предупредительного сигнала за 15 минут до взрыва, а боевого – за три минуты. Подачу сигнала возлагается на коменданта взрыва тов. Саматонина.
5. Начальнику взрыва начать зарядку 27 ноября и закончить 28 ноября к 20:00 часам.
6. Ограждения объектов и все подготовительные мероприятия в соответствии с планом закончить к 17 часам 27 ноября сего года. Проверка исполнения возлагается на штаб.
7. Начальнику Гормилиции обеспечить усиленную охрану объекта с момента завоза «ВМ» с 10:00 27 ноября до момента вывода людей за пределы опасной зоны. Снятие постов производится по распоряжению начальника штаба.
8. Коменданту взрыва тов. Саматонину обеспечить расстановку постов живого оцепления и прекратить всякое движение с 1:00 29 ноября.
9. Домоуправлениям № 3 и № 5, домоуправлению Дома Союзов, домоуправлению стройтреста № 11 на время взрыва с 22:00 часов 28 ноября до 6:00 29 ноября произвести вывод всех проживающих из квартир, окна которых обращены в сторону костела:
а) Советская улица дом № 1 и фасад дома со стороны сквера Советской площади;
б) Советская улица дом № 3;
в) Дом Союзов;
г) улица Октябрьская, дом № 4 (торцовая и дворовая часть дома до лестничной клетки);
д) Октябрьская улица дом № 4-а (деревянный);
е) улица Замковая дом № 3 (контора СУ-51 и примыкающий к ней жилой корпус).
(дописаны дома по ул. Октябрьская 7, Замковый тупик, 3а)
Вывести из комнат, окна которых направлены в взрываемому объекту за капитальные стены из домов:
а) улица Советская дом № 5;
б) улица Советская дои № 3 (из части дома до парадного входа);
в) улица Октябрьская дом № 4 (с дворовой стороны);
г) улица Октябрьская дом № 6 (с дворовой и торцовой части дома);
д) улица Замковая дом № 3.
Предупредить всех проживающих в домах радиусом 150 метров от места взрыва, в ночь с 28 на 29 ноября не приближаться к окнам, направленным в сторону взрываемого объекта. В помещениях окна открыть и задрапировать:
Советская улица дома с № 1 по дом № 7
Октябрьская улица дома № № 2, 4, 4-а и 6
Олега Кошевого дом № 40
Замковый тупик дом № 3
Фабричная улица дома № 1 и 3
Замковая улица дом № 8
Дом Союзов
44-квартирный дом тонкосуконного комбината на Советской площади.
Выявить в квартирах лиц, которым может потребоваться неотложная медицинская помощь и доложить штабу.
10.Прикрепить к штабу ответственных лиц с прибытием их в штаб в 22:00 28 ноября сего года от нижеследующих организаций и учреждений города:
а) Гродненского электросетевого участка
б) Горсвета
в) Водоканалтреста
г) Гродногаза
д) Горкомхоза
е) Стройтреста № 11
ж) Облремстройтреста
з) Автоинспекции
и) Военторга
к) Горпромторга
л) Горпожохраны
11. Стройтресту № 11, Горпромторгу, Горпищеторгу, Военторгу и домоуправлениям №№ 3 и 5 иметь аварийный запас стекла, фанеры и других материалов для аварийных работ.
12. Стройтресту № 11 и Облремстройтресту с 22:00 28 ноября иметь по одному дежурному бульдозеру с тросами и экскаватору.
13. Облремстройтресту, Горпромторгу, Горпищеторгу, Военторгу и Облстройтресту № 11 иметь дежурные аварийные бригады стекольщиков, плотников и кровельщиков.
14. Поручить начальнику штаба через начальника гарнизона обеспечить освещение 2 прожекторными установками в ночь с 28 на 29 ноября и о выделении дополнительной охраны в зоне ограждения.

15. В распоряжение начальника штаба выделить дежурную легковую автомашину в ночь с 28 на 29 ноября сего года.
29 ноября 1961 года Фару Витовта подорвали.

## Борьба за восстановление храма
Вопрос отстройки храма нередко поднимался в публичном пространстве. Тема обсуждается на различных форумах в интернете и в социальных сетях. В связи с этим упоминается опасность спора верующих, так как святыня принадлежала представителям двух конфессий. Общественности демонстрируются различные реконструкции утраченного храма. В поддержку идеи восстановления Фары Витовта было создано несколько петиций, одна из них, в 2017 году, собрала более 1000 подписей.
По мнению историка Евгения Асноревского, храм может быть восстановлен на основании научной реконструкции на период XVI века, в связи с наибольшей ценностью здания этого периода, и использоваться как концертный зал. Для предотвращения спора верующих историк предлагает устроить в здании две часовни, православную и католическую, использовав для этих целей восстановленную каплицу Халецких и аналогичный объём с левой стороны храма, существовавший во времена православного Софийского собора. Подобное решение реализовано в соборе Калининграда.
В 2022 году стало известно, что утверждён градостроительный проект развития центра города, предусматривающей восстановление Фары Витовта.

## Интересные факты
- Существует мнение, что под фарой Витовта есть подземный город[7]
- 22 апреля 2014 года в небе над Гродно воссоздали 3D-модель Фары Витовта во время открытия памятного знака на месте подрыва храма[8].